# Unión de los Sindicatos de Mónaco
La Unión de los Sindicatos de Mónaco (conocida por sus siglas en francés USM, que viene de "Union des syndicats de Monaco") es la organización sindical unitaria del principado de Mónaco fundada en el año 1944.  Está afiliada a la Confederación Europea de Sindicatos. 
La USM reivindica el patrimonio histórico de la CGT francesa (Confédération générale du travail), mientras que mantiene un carácter unitario.  El derecho de asociación y el derecho a huelga fueron reconocidos como derecho y libertad fundamental en 1962 en el artículo 28 de la Constitución de Mónaco.  La legislación laboral de Mónaco es parecida a la ley francesa.  Los conflictos individuales y colectivos en el trabajo son manejados por el Tribunal de Trabajo (Tribunal du travail) cuya organización es similar a la de los tribunales del trabajo franceses (Conseils de prud'hommes).